# Leptoglossus
Leptoglossus is een geslacht van wantsen uit de familie randwantsen (Coreidae). Het geslacht werd voor het eerst wetenschappelijk beschreven door Guérin-Méneville in 1831.

## Soorten
Het genus bevat de volgende soorten:

- Leptoglossus absconditus Brailovsky & Barrera, 2004
- Leptoglossus alatus (Walker, 1871)
- Leptoglossus arenalensis Brailovsky & Barrera, 2004
- Leptoglossus ashmeadi Heidemann, 1909
- Leptoglossus balteatus (Linnaeus, 1771)
- Leptoglossus brevirostris Barber, 1918
- Leptoglossus caicosensis Brailovsky, 2014
- Leptoglossus cartagoensis Brailovsky & Barrera, 1998
- Leptoglossus chilensis (Spinola, 1852)
- Leptoglossus cinctus (Herrich-Schäffer, 1836)
- Leptoglossus clypealis Heidemann, 1910
- Leptoglossus concaviusculus Berg, 1892
- Leptoglossus concolor (Walker, 1871)
- Leptoglossus confusus Alayo & Grillo, 1977
- Leptoglossus conspersus Stål, 1870
- Leptoglossus corculus (Say, 1832)
- Leptoglossus crassicornis (Dallas, 1852)
- Leptoglossus crestalis Brailovsky & Barrera, 2004
- Leptoglossus dearmasi Alayo & Grillo, 1977
- Leptoglossus dentatus Berg, 1892
- Leptoglossus dialeptos Brailovsky & Barrera, 1994
- Leptoglossus digitiformis Brailovsky, 1990
- Leptoglossus dilaticollis Guérin-Méneville, 1831
- Leptoglossus egeri Brailovsky, 2014
- Leptoglossus fasciatus (Westwood, 1842)
- Leptoglossus fasciolatus (Stål, 1862)
- Leptoglossus flavosignatus Blöte, 1936
- Leptoglossus franckei Brailovsky, 2014
- Leptoglossus fulvicornis (Westwood, 1842)
- Leptoglossus gonagra (Fabricius, 1775)
- Leptoglossus grenadensis Allen, 1969
- Leptoglossus harpagon (Fabricius, 1775)
- Leptoglossus hesperus Brailovsky & Couturier, 2003
- Leptoglossus humeralis Allen, 1969
- Leptoglossus impensus Brailovsky, 2014
- Leptoglossus impictipennis Stål, 1870
- Leptoglossus impictus (Stål, 1860)
- Leptoglossus ingens (Mayr, 1865)
- Leptoglossus jacquelinae Brailovsky, 1976
- Leptoglossus katiae Schaefer & Packauskas, 2008
- Leptoglossus lambayaquinus Brailovsky & Barrera, 2004
- Leptoglossus lineosus (Stål, 1862)
- Leptoglossus lonchoides Allen, 1969
- Leptoglossus macrophyllus Stål, 1870
- Leptoglossus manausensis Brailovsky & Barrera, 2004
- Leptoglossus membranaceus (Fabricius, 1781)
- Leptoglossus neovexillatus Allen, 1969
- Leptoglossus nigropearlei Yonke, 1981
- Leptoglossus occidentalis Heidemann, 1910
- Leptoglossus oppositus (Say, 1832)
- Leptoglossus pallidivenosus Allen, 1969
- Leptoglossus phyllopus (Linnaeus, 1767)
- Leptoglossus pinicola Zayas, 1988
- Leptoglossus polychromus Brailovsky, 2014
- Leptoglossus quadricollis (Westwood, 1842)
- Leptoglossus rubrescens (Walker, 1871)
- Leptoglossus sabanensis Brailovsky & Barrera, 2004
- Leptoglossus stigma (Herbst, 1784)
- Leptoglossus subauratus Distant, 1881
- Leptoglossus tetranotatus Brailovsky & Barrera, 1994
- Leptoglossus usingeri Yonke, 1981
- Leptoglossus venustus Alayo & Grillo, 1977
- Leptoglossus zonatus (Dallas, 1852)